# Nemesea
Nemesea é uma banda de metal sinfônico dos Países Baixos formada em 2002 na cidade de Groninga.

## História
A banda Nemesea foi fundada pela vocalista Manda Ophuis e o guitarrista Hendrik Jan de Jong (HJ) em Setembro de 2002 no conservatório de Groningen. Logo se juntaram à banda o guitarrista Martijn Pronk, o baixista Sonny Onderwater, o tecladista Berto Booijink e o baterista Chris Postma.
Em 2003 a banda fez uma turnê abrindo shows para After Forever. E logo ganhou atenção do público e assinou um contrato com uma gravadora local em Setembro de 2003. A gravação foi realizada em vários estúdios e em Fevereiro de 2004, eles lançaram o seu primeiro álbum, Mana.
Nemesea fez uma intensa turnê, conquistando muita atenção da mídia e fãs dedicados. Durante este período, Nemesea mudou sua formação com a saída do baterista pra a entrada de Sander Zoer, que logo deixou lugar para o atual baterista Steven Bouma.
Em 2006, a banda iniciou sua participação no conceito Sellaband. Em 2 de novembro de 2006, com menos de três meses de participação e superando várias expectativas, Nemesea conseguiu a histórica marca de ser a primeira banda a atrair muitos believers e atingir os U$50.000.
Isso fez com que a banda gravasse seu segundo álbum, In Control, lançado em junho de 2007.
Em 2016 a vocalista Manda Ophuis deixou a banda, segundo o site ultraje.pt, para dedicar-se a educação.

## Integrantes

### Formação atual
- Sanne Mieloo – vocal
- Hendrik Jan de Jong – guitarra
- Sonny Onderwater – baixo
- Steven Bouma – bateria (2006 – presente)

### Integrantes anteriores
- Manda Ophuis – vocal
- Chris Postma – bateria (2002 – 2005)
- Sander Zoer - bateria (2005-2006)
- Martijn Pronk – guitarra (2002 – 2007)
- Berto Booijink – teclado (2002 – 2007)

## Discografia
- Mana (2004)
- In Control (2007)
- Pure live @ P3 (2009)
- The Quiet Resistence (2011)
- Uprise (2016)
- White Flag (2019)